# Sandra Dijon

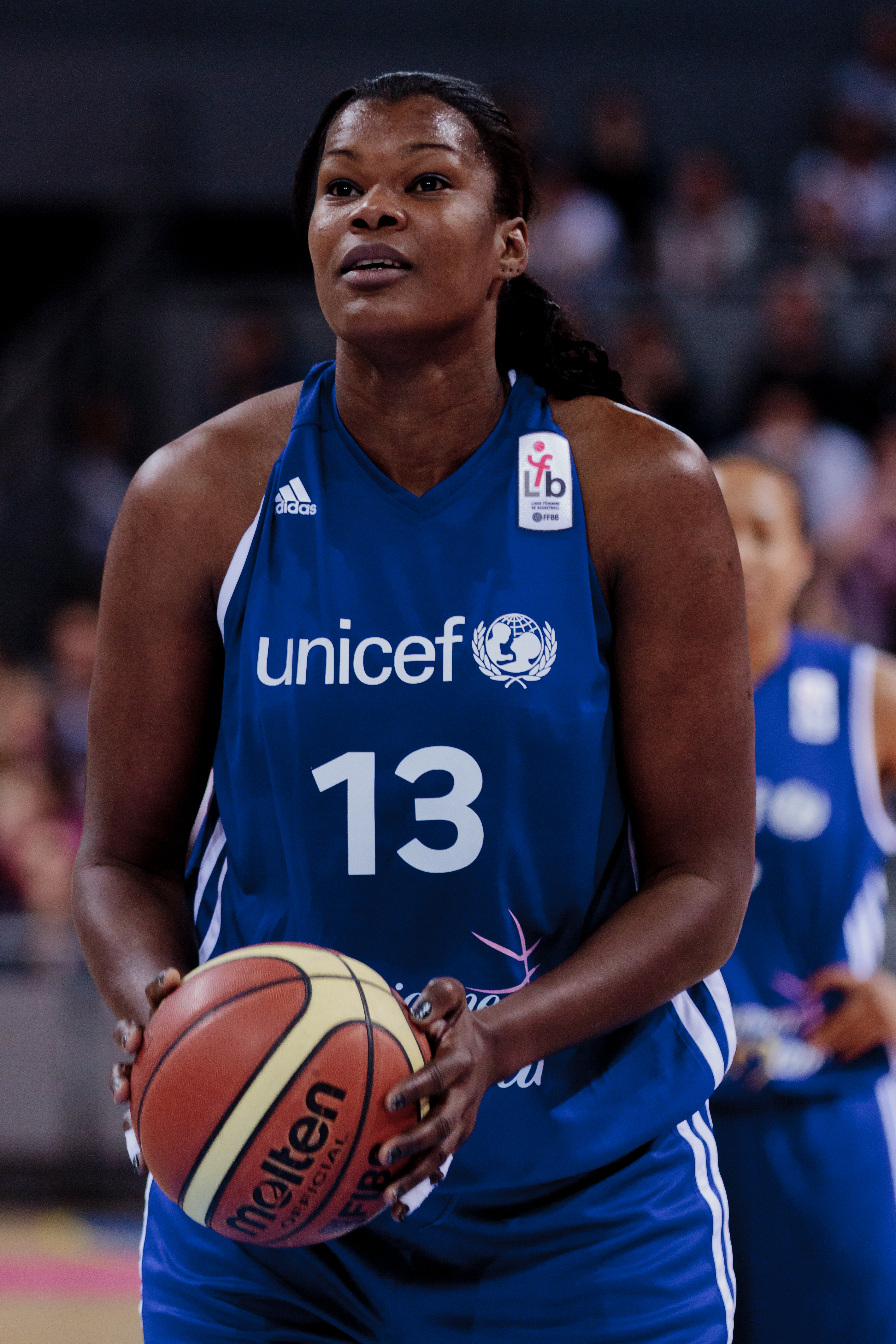
Sandra Dijon, 2014

Sandra Dijon (sinh ngày 10 tháng 1 năm 1976 tại Fort-de-France, Martinique) là một cầu thủ bóng rổ người Pháp đã chơi 133 trận cho đội bóng rổ quốc gia nữ Pháp từ năm 2001-2008.